# Xã Wakarusa, Quận Douglas, Kansas
Xã Wakarusa (tiếng Anh: Wakarusa Township) là một xã thuộc quận Douglas, tiểu bang Kansas, Hoa Kỳ. Năm 2010, dân số của xã này là 2.318 người.